# Alain LeRoy Locke
Alain Leroy Locke (Filadelfia, 13 de septiembre de 1885 - Nueva York, 9 de junio de 1954) fue un escritor, filósofo, educador e impulsor del arte estadounidense.
En la obra, The Black 100 (español: Los cien negros), Alain Locke es ubicado en el puesto 36 en la lista de los afroamericanos más influyentes de la historia de Estados Unidos. En 1907 fue el primer afroamericano con una beca Rhodes. Locke fue el arquitecto filosófico (conocido como el «Deán») del Harlem Renaissance, un período entre 1919 a 1934 de florecimiento cultural relacionado con el movimiento «New Negro». La importancia de Locke como genio ideológico del Harlem Renaissance es de gran relevancia histórica, inmortalizada en la edición para Harlem del The Survey Graphic 6.6 (1 de marzo de 1925), un número especial sobre la raza en la que Locke fue editor invitado. Esta edición se tituló, «Harlem, Mecca of the New Negro» (español: «Harlem, la meca del “New Negro”»), que posteriormente Locke refundió en la antología The New Negro: An Interpretation of Negro Life (español: El «New Negro»: una interpretación de la «Negro Life»), publicada en diciembre de 1925. Un punto de referencia en la literatura negra (posteriormente aclamado como el «primer libro nacional» de la América africana), que fue un éxito inmediato. Locke aportó cinco ensayos de su autoría: Foreword (Prólogo), The New Negro (El «New Negro»), Negro Youth Speaks (La juventud negra habla), The Negro Spirituals (Los espirituales negros) y The Legacy of Ancestral Arts (El legado de las artes ancestrales). El 19 de marzo de 1968 Martin Luther King proclamó: «Vamos a dejar que nuestros niños sepan que Platón y Aristóteles no fueron los únicos filósofos que vivieron, también W. E. B. Du Bois y Alain Locke vivieron en el universo.»

## Comienzos
Alain Locke nació en Filadelfia, Pensilvania el 13 de septiembre de 1885, hijo de Pliny Ishmael Locke (1850–1892) y Mary Hawkins Locke (1853–1922). En 1902, se graduó en la Central High School en Filadelfia. Cursó estudios en la Escuela de Pedagogía de Filadelfia.
En 1907, Locke se graduó en la Universidad de Harvard con grados en inglés y filosofía. Fue el primer recipiente afro-norteamericano de la beca Rhodes. Formó parte de la Sociedad Phi Beta Kappa. A causa de su raza se le negó el ingreso a varios colleges en Oxford, siendo finalmente aceptado en el Hertford College, donde entre 1907 a 1910 estudió literatura, filosofía, griego, y latín. En 1910, cursa estudios de filosofía en la Universidad de Berlín.
Locke fue nombrado profesor asistente en la cátedra de inglés en la Universidad Howard, en Washington D. C. Mientras estuvo en la Universidad Howard, fue miembro de la fraternidad Phi Beta Sigma.
Locke regresó a Harvard en 1916 para preparar su tesis de doctorado, El problema de la clasificación en la Teoría del Valor. En su tesis, analiza las causas de las opiniones y sesgos sociales, y que las mismas no eran objetivamente verdaderas o falsas, y por lo tanto no son universales. Locke obtiene su PhD en filosofía en 1918. Locke regresó a la Universidad Howard como jefe del departamento de filosofía, cargo que ocupó hasta su jubilación en 1953.
Locke alentó a los artistas, escritores, y músicos afro-norteamericanos, instándolos a inspirarse en África para sus obras. Los alentó a mostrar temas africanos y afro-norteamericanos, y a nutrirse de su historia como fuente para sus trabajos. Locke editó el número de marzo de 1925 del periódico Survey Graphic, un número especial sobre Harlem y el Renacimiento de Harlem, el cual ayudó a educar a sus lectores blancos sobre su cultura en crecimiento. Posteriormente, expandió el tema en el The New Negro, una colección de escritos de afro-norteamericanos, que se convertiría en una de sus obras más conocidas. Su filosofía del New Negro se asentaba sobre el concepto de desarrollo de la raza. Su componente más importante es la conciencia sobre el potencial de la igualdad negra; los negros ya no se ajustarían o cumplirían con imposiciones irrazonables de los blancos. Esta idea estaba basada en la autoconfianza y conciencia política. Si bien en el pasado se habían ignorado a las leyes sobre igualdad sin sufrir consecuencias, la idea filosófica de Locke del New Negro demandaba el tratamiento justo. Debido a que esto era una idea y no una ley, su potencia se encontraba en las personas. Si ellos pretendían que dicha idea se desarrollara, ellos eran quienes debían "imponerla" mediante sus acciones y puntos de vista. Se ha sostenido que Locke influyó en gran medida y alentó a Zora Neale Hurston.

## Legado
Escuelas que llevan el nombre de Alain Locke
- Alain L. Locke Elementary School PS 208 en South Harlem
- La Locke High School en Los Ángeles.
- La Alain Locke Public School es una escuela primaria en West Philadelphia.
- Alain Locke Charter Academy en Chicago.
- Alain Locke Elementary School en Gary, Indiana
- Locke Hall en la Universidad Howard University en Washington D. C.

En el 2002, el académico Molefi Kete Asante incluyó a Alain LeRoy Locke en su lista de los 100 afroamericanos más destacados.
Fundó el Centro Schomburg de Investigaciones sobre cultura negra en la Biblioteca pública de Nueva York

## Principales escritos y obras
Además de los libros indicados a continuación, Locke editó la serie literaria "Bronze Booklet", un conjunto de ocho volúmenes publicado por Associates in Negro Folk Education en la década de 1930. También realizó crítica literaria de literatura escrita por afro-norteamericanos en periódicos tales como Opportunity y Phylon. Entre sus obras se cuentan:
- The New Negro: An Interpretation. New York: Albert and Charles Boni, 1925.
- "Harlem: Mecca of the New Negro". Survey Graphic 6.6 (1 de marzo de 1925). .
- When Peoples Meet: A Study of Race and Culture Contacts. Alain Locke and Bernhard J. Stern, eds. New York: Committee on Workshops, Progressive Education Association, 1942.
- The Philosophy of Alain Locke: Harlem Renaissance and Beyond. Edited by Leonard Harris. Philadelphia: Temple University Press, 1989.
- Race Contacts and Interracial Relations: Lectures of the Theory and Practice of Race. Washington D. C.: Howard University Press, 1916. Reprinted & edited by Jeffery C. Stewart. Washington: Howard University Press, 1992.
- Negro Art Past and Present. Washington: Associates in Negro Folk Education, 1936. (Bronze Booklet No. 3).
- The Negro and His Music. Washington: Associates in Negro Folk Education, 1936. (Bronze Booklet No. 2).
- "The Negro in the Three Americas". Journal of Negro Education 14 (Winter 1944): 7–18.
- Negro Spirituals. Freedom: A Concert in Celebration of the 75th Anniversary of the Thirteenth Amendment to the Constitution of the United States (1940). Compact disc. New York: Bridge, 2002. Audio (1:14).
- Spirituals (1940). The Critical Temper of Alain Locke: A Selection of His Essays on Art and Culture. Edited by Jeffrey C. Stewart. New York and London: Garland, 1983. Pp. 123–26.
- The New Negro: An Interpretation. New York: Arno Press, 1925.
- Four Negro Poets. New York: Simon and Schuster, 1927.
- Plays of Negro Life: a Source-Book of Native American Drama. New York: Harper and Brothers, 1927.
- A Decade of Negro Self-Expression. Charlottesville, Virginia, 1928.
- The Negro in America. Chicago: American Library Association, 1933.
- Negro Art – Past and Present. Washington D. C.: Associates in Negro Folk Education, 1936.
- The Negro and His Music. Washington D. C.: Associates in Negro Folk Education, 1936; also New York: Kennikat Press, 1936.
- The Negro in Art: A Pictorial Record of the Negro Artist and of the Negro Theme in Art. Washington D. C.: Associates in Negro Folk Education, 1940; also New York: Hacker Art Books, 1940.
- "A Collection of Congo Art". Arts 2 (February 1927): 60–70.
- "Harlem: Dark Weather-vane". Survey Graphic 25 (August 1936): 457–462, 493–495.
- "The Negro and the American Stage". Theatre Arts Monthly 10 (February 1926): 112–120.
- "The Negro in Art". Christian Education 13 (November 1931): 210–220.
- "Negro Speaks for Himself". The Survey 52 (15 de abril de 1924): 71–72.
- "The Negro's Contribution to American Art and Literature". The Annals of the American Academy of Political and Social Science 140 (November 1928): 234–247.
- "The Negro's Contribution to American Culture". Journal of Negro Education 8 (July 1939): 521–529.
- "A Note on African Art". Opportunity 2 (May 1924): 134–138.
- Our Little Renaissance. Ebony and Topaz, edited by Charles S. Johnson. New York: National Urban League, 1927.
- "Steps Towards the Negro Theatre". Crisis 25 (December 1922): 66–68.
- The Problem of Classification in the Theory of Value: or an Outline of a Genetic System of Values. PhD dissertation: Harvard, 1917.
- Locke, Alain. [Autobiographical sketch.] Twentieth Century Authors. Ed. Stanley Kunitz and Howard Haycroft. New York: 1942. P. 837.
- The Negro Group. Group Relations and Group Antagonisms. Edited by Robert M. MacIver. New York: Institute for Religious Studies, 1943.
- World View on Race and Democracy: A Study Guide in Human Group Relations. Chicago: American Library Association, 1943.
- Le rôle du Negro dans la culture des Amerique. Port-au-Prince: Haiti Imprimerie de l'état, 1943.
- "Values and Imperatives". American Philosophy, Today and Tomorrow. Ed. Sidney Hook and Horace M. Kallen. New York: Lee Furman, 1935. Pp. 312–33. Reprints: Freeport, NY: Books for Libraries Press, 1968; Harris, The Philosophy of Alain Locke, 31–50.
- "Pluralism and Ideological Peace". Freedom and Experience: Essays Presented to Horace M. Kallen. Edited by Milton R. Konvitz and Sidney Hook. Ithaca: New School for Research and Cornell University Press, 1947. Pp. 63–69.
- "Cultural Relativism and Ideological Peace". Approaches to World Peace. Edited by Lyman Bryson, Louis Finfelstein, and R. M. MacIver. New York: Harper & Brothers, 1944. Pp. 609–618. Reprint in The Philosophy of Alain Locke, 67–78.
- "Pluralism and Intellectual Democracy". Conference on Science, Philosophy and Religion, Second Symposium. New York: Conference on Science, Philosophy and Religion, 1942. Pp. 196–212. Reprinted in The Philosophy of Alain Locke, 51–66.
- "The Unfinished Business of Democracy". Survey Graphic 31 (November 1942): 455–61.
- "Democracy Faces a World Order". Harvard Educational Review 12.2 (March 1942): 121–28.
- "The Moral Imperatives for World Order". Summary of Proceedings, Institute of International Relations, Mills College, Oakland, CA, June 18–28, 1944, 19–20. Reprinted in The Philosophy of Alain Locke, 143, 151–152.
- "Major Prophet of Democracy". Review of Race and Democratic Society by Franz Boas. Journal of Negro Education 15.2 (Spring 1946): 191–92.
- "Ballad for Democracy". Opportunity: Journal of Negro Life 18:8 (Aug. 1940): 228–29.
- Three Corollaries of Cultural Relativism. Proceedings of the Second Conference on the Scientific and the Democratic Faith. New York, 1941.
- "Reason and Race". Phylon 8:1 (1947): 17–27. Reprinted in Jeffrey C. Stewart, ed. The Critical Temper of Alain Locke: A Selection of His Essays on Art and Culture. New York and London: Garland, 1983. Pp. 319–27.
- Values That Matter. Review of The Realms of Value, by Ralph Barton Perry. Key Reporter 19.3 (1954): 4.
- "Is There a Basis for Spiritual Unity in the World Today?" Town Meeting: Bulletin of America's Town Meeting on the Air 8.5 (1 de junio de 1942): 3–12.
- "Unity through Diversity: A Bahá'í Principle". The Bahá'í World: A Biennial International Record, Vol. IV, 1930–1932. Wilmette: Bahá'í Publishing Trust, 1989 [1933]. Reprinted in Locke 1989, 133–138. Note: Leonard Harris' reference (Locke 1989, 133 n.) should be emended to read, Volume IV, 1930–1932 (not "V, 1932–1934").
- "Lessons in World Crisis". The Bahá'í World: A Biennial International Record, Volume IX, 1940–1944. Wilmette: Bahá'í Publishing Trust, 1945. Reprint, Wilmette: Bahá'í Publishing Trust, 1980 [1945].
- "The Orientation of Hope". The Bahá'í World: A Biennial International Record, Volume V, 1932–1934. Wilmette: Bahá'í Publishing Trust, 1936. Reprint in Locke 1989, 129–132. Note: Leonard Harris' reference (Locke 1989, 129 n.) should be emended to read, "Volume V, 1932–1934" (not "Volume IV, 1930–1932").
- "A Bahá'í Inter-Racial Conference". The Bahá'í Magazine (Star of the West) 18.10 (January 1928): 315–16.
- "Educator and Publicist", Star of the West 22.8 (November 1931) 254–55. [Obituary of George William Cook [Baha'i], 1855–1931].
- "Impressions of Haifa". [Appreciation of Baha'i leader, Shoghi Effendi, whom Locke met during his first of two Baha'i pilgrimages to Haifa, Palestine (now Israel)]. Star of the West 15.1 (1924): 13–14; Alaine [sic] Locke, "Impressions of Haifa", in Bahá'í Year Book, Volume One, April 1925 – April 1926, comp. National Spiritual Assembly of the Bahá'ís of the United States and Canada (New York: Bahá'í Publishing Committee, 1926) 81, 83; Alaine [sic] Locke, "Impressions of Haifa", in The Bahá'í World: A Biennial International Record, Volume II, April 1926 – April 1928, comp. National Spiritual Assembly of the Bahá'ís of the United States and Canada (New York: Bahá'í Publishing Committee, 1928; reprint, Wilmette: Bahá'í Publishing Trust, 1980) 125, 127; Alain Locke, "Impressions of Haifa", in The Bahá'í World: A Biennial International Record, Volume III, April 1928 – April 1930, comp. National Spiritual Assembly of the Bahá'ís of the United States and Canada (New York: Bahá'í Publishing Committee, 1930; reprint, Wilmette: Bahá'í Publishing Trust, 1980) 280, 282.
- "Minorities and the Social Mind". Progressive Education 12 (March 1935): 141–50.
- The High Cost of Prejudice. Forum 78 (Dec. 1927).
- The Negro Poets of the United States. Anthology of Magazine Verse 1926 and Yearbook of American Poetry. Sesquicentennial edition. Ed. William S. Braithwaite. Boston: B.J. Brimmer, 1926. Pp. 143–151. The Critical Temper of Alain Locke: A Selection of His Essays on Art and Culture. Edited by Jeffrey C. Stewart. New York and London: Garland, 1983. Pp. 43–45.
- Plays of Negro Life: A Source-Book of Native American Drama. Alain Locke and Montgomery Davis, eds. New York and Evanston: Harper and Row, 1927. "Decorations and Illustrations by Aaron Douglas".
- "Impressions of Luxor". The Howard Alumnus 2.4 (May 1924): 74–78.

## Obras póstumas
Entre las obras de Alain Locke, póstumas se cuentan:
Locke, Alain. "The Moon Maiden" y "Alain Locke in His Own Words: Three Essays". World Order 36.3 (2005): 37–48. Editado, introducido y anotado por Christopher Buck y Betty J. Fisher.  . Four previously unpublished works by Alain Locke:
- "The Moon Maiden" (37) [un poema de amor para una mujer blanca que lo abandonó];
- "The Gospel for the Twentieth Century" (39–42);
- "Peace between Black and White in the United States" (42–45);
- "Five Phases of Democracy" (45–48).

Locke, Alain. "Alain Locke: Four Talks Redefining Democracy, Education, and World Citizenship". Editado, introducido y anotado por Christopher Buck y Betty J. Fisher. World Order 38.3 (2006/2007): 21–41.  Four previously unpublished speeches/essays by Alain Locke:
- "The Preservation of the Democratic Ideal" (1938 or 1939);
- "Stretching Our Social Mind" (1944);
- "On Becoming World Citizens" (1946);
- "Creative Democracy" (1946 or 1947).'